# Trimalaconothrus punctus
Trimalaconothrus punctus är en kvalsterart som beskrevs av Yamamoto och Coetzee 2004. Trimalaconothrus punctus ingår i släktet Trimalaconothrus och familjen Malaconothridae. Inga underarter finns listade i Catalogue of Life.